# 普羅克勒迪耶

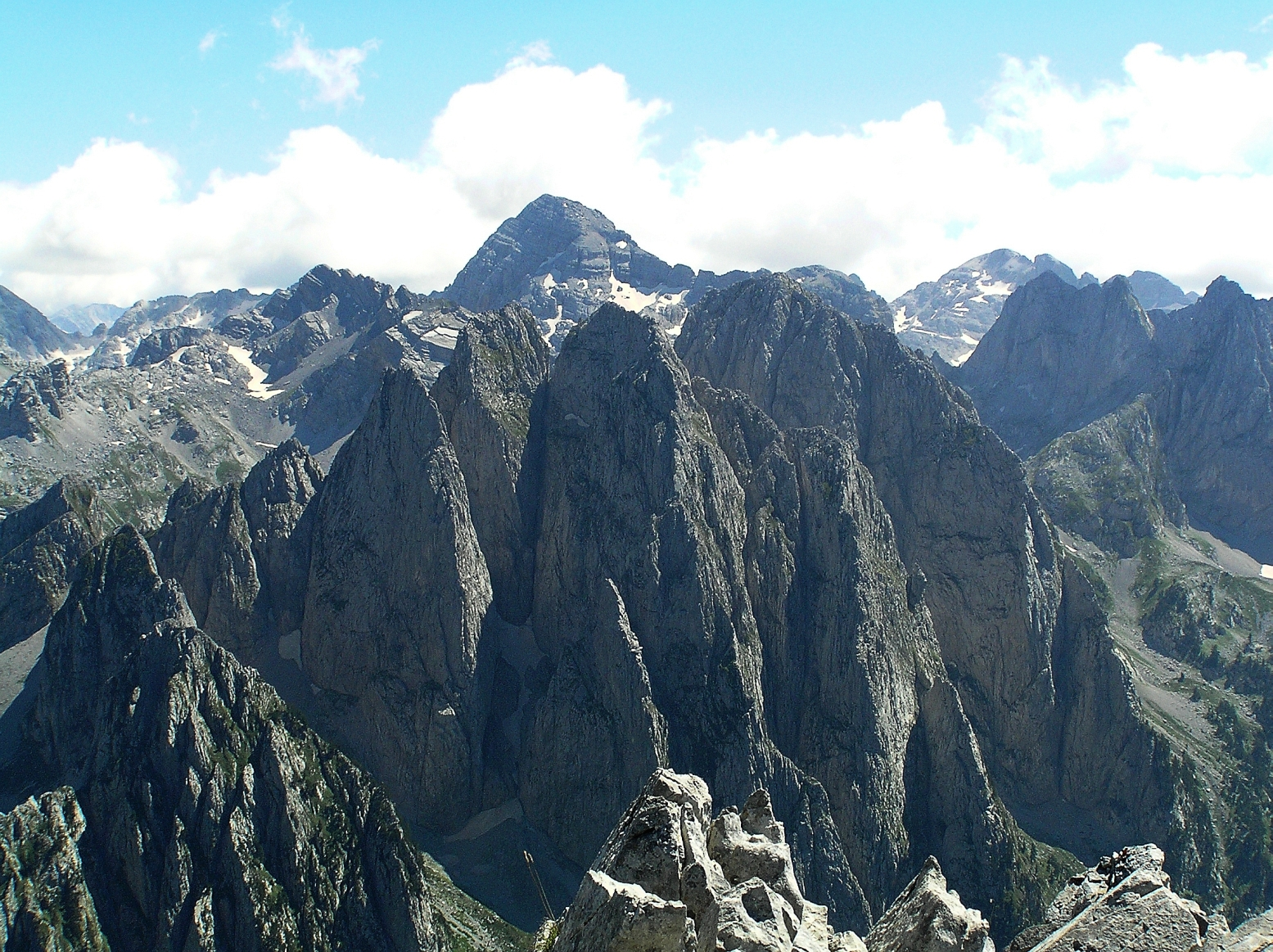

普羅克勒迪耶是位於巴爾幹半島上的一個山脈區域，又稱阿爾巴尼亞阿爾卑斯（Alpet Shqiptare），範圍包括阿爾巴尼亞至科索沃北部及蒙特內哥羅東部。最高峰是Maja Jezercë，高2,694米（8,839英尺）。蒙特內哥羅及科索沃的最高峰均位於普羅克勒迪耶，但阿爾巴尼亞的最高峰則位於科拉比山。